# Håbo (comuna)
Håbo (em sueco: Håbo kommun) é uma comuna da Suécia localizada no condado de Uppsala. Sua capital é a cidade de Bålsta. Possui 144 quilômetros quadrados e segundo censo de 2018, havia 21 564 habitantes. Está localizada no sudoeste da Uppland, na margem norte do lago Mälaren.

## Localidades principais
Localidades com mais população da comuna (2019):

- Bålsta - 15 210 habitantes
- Slottsskogen - 1 613 habitantes

## Comunicações
A comuna de Håbo é atravessada pela estrada europeia E18, assim como pela ferrovia Estocolmo-Västerås.